# Tang Qianhui
Tang Qianhui (Chengdu, 10 settembre 2000) è una tennista cinese.

## Carriera
Nel circuito ITF ha vinto 15 titoli in doppio.

## Statistiche WTA

### Doppio

#### Vittorie (3)
| Legenda               | Legenda      |
| --------------------- | ------------ |
| Grande Slam (0)       |              |
| Ori Olimpici (0)      |              |
| WTA Finals (0)        |              |
| WTA Elite Trophy (0)  |              |
| Dal 2009 al 2020      | Dal 2021     |
| Premier Mandatory (0) | WTA 1000 (0) |
| Premier 5 (0)         | WTA 1000 (0) |
| Premier (0)           | WTA 500 (0)  |
| International (2)     | WTA 250 (1)  |

| N. | Data            | Torneo                     | Superficie | Compagna     | Avversarie in finale                    | Punteggio        |
| 1. | 30 luglio 2017  | Jiangxi Open, Nanchang     | Cemento    | Jiang Xinyu  | Arina Rodionova Alla Kudrjavceva        | 6-3, 6-2         |
| 2. | 29 luglio 2018  | Jiangxi Open, Nanchang (2) | Cemento    | Jiang Xinyu  | Lu Jingjing You Xiaodi                  | 6-4, 6-4         |
| 3. | 15 ottobre 2023 | Hong Kong Open, Hong Kong  | Cemento    | Tsao Chia-yi | Oksana Kalašnikova Aljaksandra Sasnovič | 7-5, 1-6, [11-9] |

## Circuito WTA 125

### Doppio

#### Sconfitte (1)
| N. | Data           | Torneo                   | Superficie  | Compagna           | Avversarie in finale          | Punteggio |
| 1. | 17 maggio 2025 | Parma Ladies Open, Parma | Terra rossa | Sabrina Santamaria | Jesika Malečková Miriam Škoch | 2-6, 0-6  |